# Wood Mountain 160
Wood Mountain 160 är ett reservat i Kanada.   Det ligger i provinsen Saskatchewan, i den södra delen av landet, 2 300 km väster om huvudstaden Ottawa.
Trakten runt Wood Mountain 160 består till största delen av jordbruksmark. Trakten runt Wood Mountain 160 är nära nog obefolkad, med mindre än två invånare per kvadratkilometer.